# Maurillo Casarini
Maurilio Casarini (21 januari 1996) is een Nederlandse acteur die een rol speelt in de musical The Sound of Music als een van de kinderen van de familie Von Trapp. In 2008 speelde hij ook mee als lijk in de succesvolle politieserie Flikken Maastricht.
Maurillo woont in Hardenberg en is ook bekend onder de naam Mauro Casarini.

## Carrière

### Televisie
- Goede tijden, slechte tijden - 13-jarige Ludo Sanders (oktober 2008)
- Flikken Maastricht - Jos Steegmans (Afl. Vermist, 2008)

### Toneel
- The Sound of Music - V&V Entertainment (2008-2009)

### Zichzelf
- Life & Cooking (2008)
- Uitmarkt (2008)